# Lawrenceburg, Indiana
Lawrenceburg är en stad ("city") i den amerikanska delstaten Indiana med en yta av 13,1 km² och en folkmängd, som uppgår till 4 685 invånare (2000). Lawrenceburg är administrativ huvudort i Dearborn County.

## Kända personer från Lawrenceburg
- James H. Lane, politiker och militär
- John Coit Spooner, politiker